# Margrit Herbst
Margrit Herbst (* 5. Juli 1940 in Flensburg; geborene Hansen) ist eine deutsche Veterinärmedizinerin. Bekannt wurde sie durch die Aufdeckung der Anfänge des deutschen BSE-Skandals im Jahre 1994, die zu ihrer Entfernung aus dem Dienst als vom Kreis Segeberg angestellte Tierärztin für Fleischhygiene führte. 2001 wurde sie mit dem Whistleblower-Preis der Vereinigung Deutscher Wissenschaftler ausgezeichnet. Sie erhielt zudem den „Weltethikpreis für Zivilcourage“ (2001) und die Ehrennadel „Mutige Löwin“ des Deutschen Ärztinnenbundes e.V. (2003). Die Annahme des an Bedingungen geknüpften Bundesverdienstkreuzes lehnte Herbst ab.

## Geschichte
Im Jahre 1990 stellte Herbst, die für den Kreis Segeberg als Fleischhygienetierärztin in einem Schlachthof tätig war, bei der Lebenduntersuchung der angelieferten Rinder mehrere BSE-Verdachtsfälle fest. Durch Entscheidungen ihrer Vorgesetzten wurden bei den meisten von ihr vorläufig beanstandeten Schlachttieren weitergehende Untersuchungen verhindert und die Tiere gegen ihren Willen zur Schlachtung freigegeben.
Als die Anzahl der von Herbst gemeldeten Fälle bis 1994 auf 21 angewachsen war, gab sie schließlich ein Fernsehinterview. Darin erklärte sie, bei 21 Rindern einen BSE-Verdacht festgestellt zu haben, die jedoch freigegeben worden und in den Handel gegangen seien. In der Fernsehsendung vom 16. November 1994, in der das Interview ausgestrahlt wurde, erklärte der Sprecher der „Aktionsgemeinschaft Fleisch“, Herbst sei gekündigt worden. Tatsächlich wurde Margrit Herbst mit Schreiben vom 16. Dezember 1994 fristlos gekündigt, weil sie mit dem Interview ihre Verschwiegenheitspflicht verletzt habe.
Eine von Herbst angestrengte Kündigungsschutzklage blieb erst- und zweitinstanzlich erfolglos. In einem Wiederaufnahmeverfahren 1997 konnte die 1. Kammer des Landesarbeitsgerichtes unter Vorsitz der Gerichtspräsidentin Ninon Colneric aus prozessrechtlichen Gründen die Kündigung zwar nicht neu bewerten. In dem Urteil wurde dem Kreis aber empfohlen, eine Wiedereinstellung von Herbst zu prüfen, da bei der Kündigung fälschlich von einem ausgeräumten BSE-Verdacht ausgegangen worden sei. Anders als im Vorprozess entschieden, sei diesem grundsätzliche Bedeutung zuzumessen. Die Gerichte seien im Vorprozess nicht auf das Verhältnis der Verschwiegenheitsinteressen des Kreises zu den durch Art. 5 Abs. 1 u. 3 Grundgesetz (Meinungsfreiheit, Wissenschaftsfreiheit) garantierten Grundrechten von Herbst eingegangen. Eine Wiedereinstellung erfolgte jedoch nicht.
Eine Klage des Schlachthofbetreibers gegen Herbst auf Schadensersatz und Unterlassung des Vorwurfs, BSE-verdächtige Tiere seien in den Handel gelangt, wurde abgewiesen. 1997 entschied das Oberlandesgericht Schleswig-Holstein, es konnte sich der Verdacht aufdrängen, dass „den staatlichen Stellen durchaus im Einklang mit den fleischerzeugenden und -verarbeitenden Betrieben sehr daran gelegen war, einen amtlichen BSE-Nachweis wenn irgend möglich zu verhindern“. Weiter heißt es in dem Urteil: „Wenn vereitelt wurde, dass die der sachverständigen Beklagten aufgefallenen Tiere sachgerecht medikamentös getötet oder lebend zum IPTH nach Hannover geschickt werden konnten, wenn trotz der nicht eindeutigen und damit unsicheren Befundergebnisse keine weiteren Untersuchungen durchgeführt wurden, wenn die Beklagte schließlich gegen ihren Willen aus dem Stall ans Band versetzt worden ist und ihr damit die Möglichkeit genommen wurde, bei der klinischen Lebenduntersuchung weitere BSE-Verdachtsmomente festzustellen, und wenn die Untersuchungsergebnisse im MELFF-Bericht öffentlich verharmlost wurden, dann durfte sich die Beklagte, die als wissenschaftliche Expertin um eine Stellungnahme gebeten worden war, in der geschehenen Weise und in durchaus zurückhaltender Form öffentlich äußern.“
Das Land war im Jahr 2002 bereit, der Verleihung des Bundesverdienstkreuzes an Margrit Herbst zuzustimmen, jedoch unter der Bedingung des Verzichts auf ihre Ansprüche gegen das Land und den Kreis. Dieser Vorschlag wurde von der Bischöfin Bärbel Wartenberg-Potter im so genannten Friedensprozess an Margrit Herbst weitergegeben. Dieses Angebot lehnte Margrit Herbst unter Protest ab.
2013 schrieb die frühere Präsidentin des Landesarbeitsgerichts, Ninon Colneric, die mit dem Wiederaufnahmeantrag befasst gewesen war:

„Meines Erachtens hat Dr. Margrit Herbst nicht gegen das – korrekt im Lichte der deutschen Verfassung interpretierte – Gesetz verstoßen. […] Ich konnte sehen, dass die Richter, die ihren Fall verhandelt hatten, noch sehr stark unter dem Einfluss einer veralteten Lehre von der Treuepflicht gegenüber dem Arbeitgeber gestanden hatten, aber leider war es nicht möglich, die prozessualen Hindernisse für eine Wiederaufnahme des Verfahrens zu überwinden.“

2014 beriet der Segeberger Kreistag über einen Antrag der Linken, „Herbst zu rehabilitieren und sich mit ihr einvernehmlich […] über eine Entschädigung zu verständigen, die ihre Beschäftigungslosigkeit von Kündigung bis Pensionseintrittsalter ausgleicht“. Im Hauptausschuss und zwei Tage später im Kreistag selbst wurde dabei den Antragstellern entgegengehalten, dass Herbst ihre Verschwiegenheitspflichten verletzt und eine Vollmacht des damaligen Landrats Georg Gorissen (* 1950) zur eigenständigen Veranlassung aller möglichen Maßnahmen nicht genutzt habe. Nach Angaben von Margrit Herbst lag diese Vollmacht nie schriftlich vor (beim Kreis ist diese Vollmacht ebenfalls nicht auffindbar, weil sie angeblich entsorgt worden sei, als Margrit Herbst 67 Jahre alt wurde), und sie sei zudem durch Druck ihrer Vorgesetzten bis hin zu Mobbing und Androhungen physischer Gewalt eingeschüchtert worden.
2016 beriet der Schleswig-Holsteinische Landtag über einen Antrag der Piratenpartei, den Einsatz von Herbst zu würdigen, den von ihr geäußerten BSE-Verdacht als „nicht ausgeräumt“ zu bezeichnen und eine Entschädigungszahlung zu leisten. Der Antrag wurde mit den Stimmen aller anderer Fraktionen abgelehnt.